# Gijsbrecht van IJsselstein

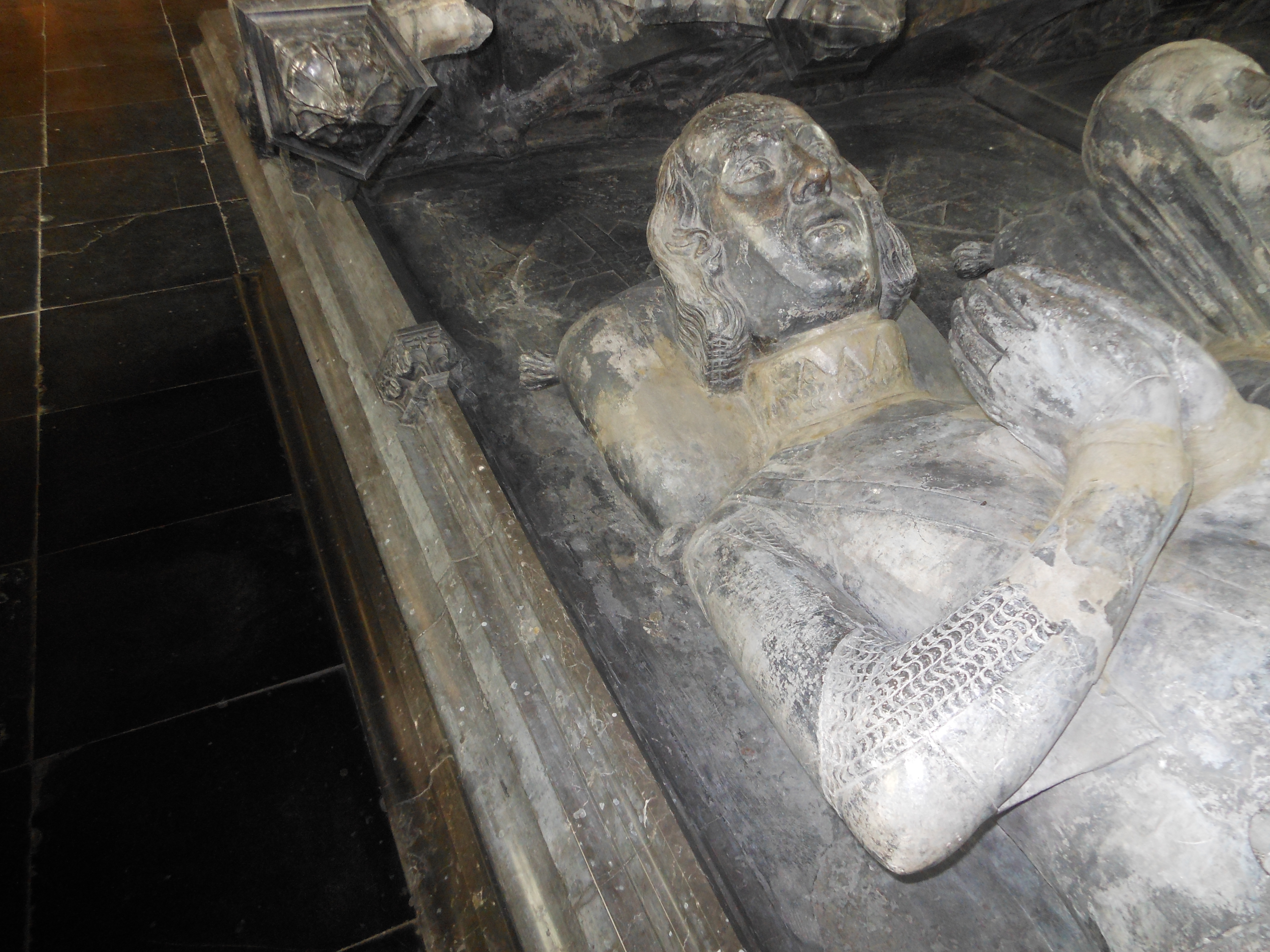
Gijsbrecht van IJsselstein

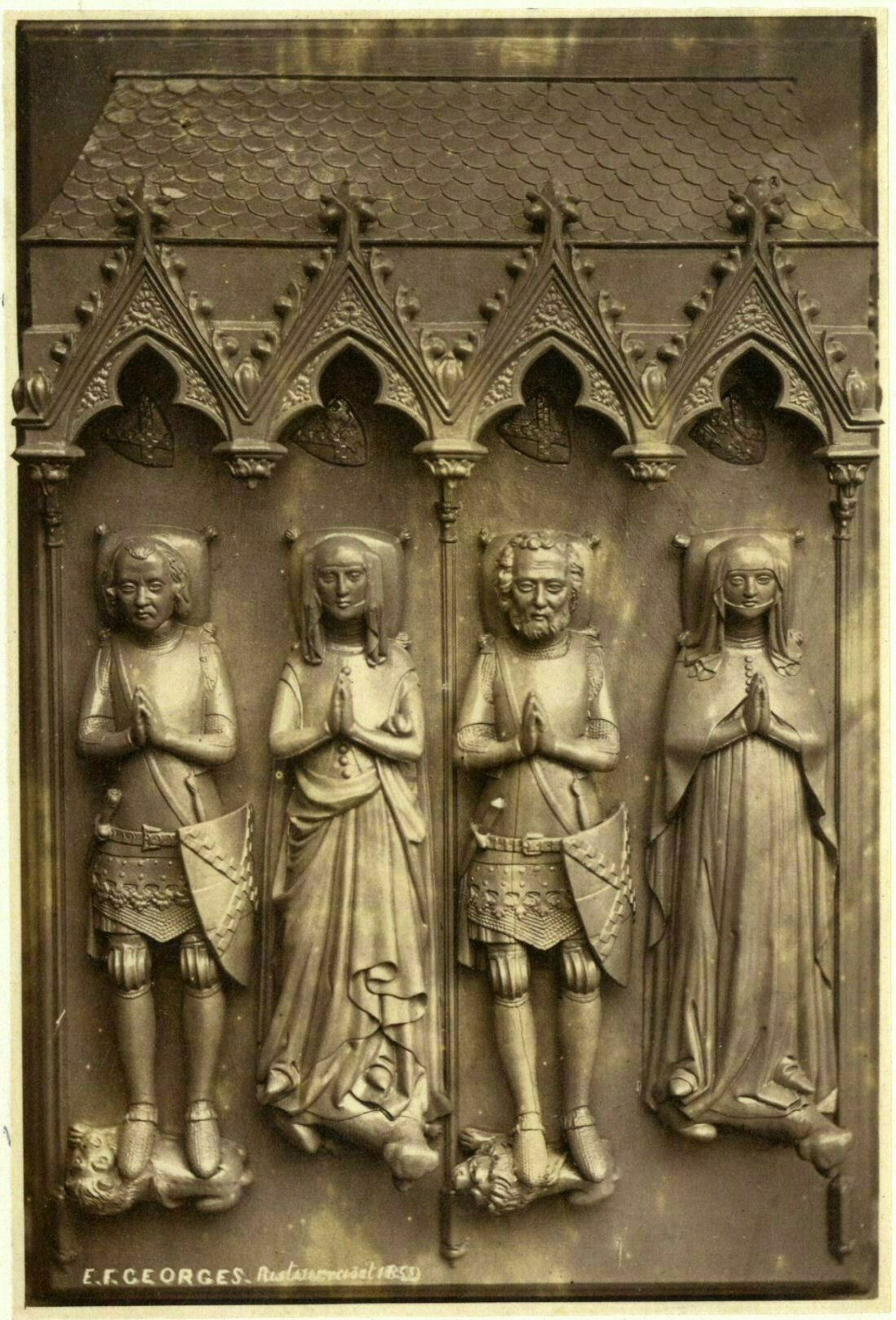
Grafmonument van Gijsbrecht van IJsselstein (eerste van links) in de Sint-Nicolaaskerk in IJsselstein.

Gijsbrecht van Amstel, later Gijsbrecht van IJsselstein (ca. 1260? - 1342 of 1343) was een telg uit het geslacht van Amstel.
Hij was de oudste zoon van Arnoud van Amstel, heer van Benschop en Noord-Polsbroek, heer van IJsselstein en maarschalk van de bisschop van het Sticht Utrecht en Johanna van IJsselstein.
Gijsbrecht erfde deze titels van zijn vader. Hij trouwde rond 1280 met Bertha van Heukelom; uit het huwelijk werden zeven kinderen geboren: Arnold, Otto, Herberen, Johan, Willem, Agnes en een naamloze dochter. Hij nam de naam Van IJsselstein aan en veranderde het familiewapen, dat later ook het wapen van de stad IJselstein zou worden.
Gijsbrecht van IJsselstein kwam in problemen toen in 1296 enkele edelen Floris V, de graaf van Holland, wilden ontvoeren, maar zich genoodzaakt zagen de graaf te doden. Onder de samenzweerders waren Gijsbrechts oom (de door Joost van den Vondel onsterfelijk gemaakte) Gijsbrecht IV van Amstel en zijn eigen broer Arnold van Benschop; Gijsbrecht werd verdacht van medeplichtigheid. In de verwarring die door de moord was ontstaan, was de strijd tussen Holland en het Sticht opgelaaid, waarbij Gijsbrecht de kant van het Sticht koos. De Hollanders namen hem gevangen en belegerden het kasteel van IJsselstein, dat verdedigd werd door zijn vrouw Bertha. Na een jaar gaf ze zich over aan de belegeraars. Gijsbrecht was al zijn goederen kwijt. Uiteindelijk zouden ze toevallen aan de bisschop van het Sticht, Gwijde van Avesnes, de broer van de nieuwe graaf van Holland, Jan I van Henegouwen.
Toen in 1308 Gijsbrechts oudste zoon Arnold trouwde met Maria van Henegouwen, de dochter van Gwijde van Avesnes kreeg Gijsbrecht zijn leengoederen terug. Gijsbrecht kreeg toestemming van de bisschop om in IJsselstein een parochiekerk te bouwen. Deze Sint-Nicolaaskerk werd in 1310 ingewijd. Zo groeide onder Gijsbrechts bestuur IJsselstein uit van een kasteel met wat boerderijen tot een stad.
Gijsbrecht overleed in 1342 of 1343 en werd door zijn zoon Arnold opgevolgd als heer van IJsselstein. Hij werd bijgezet in de door zijn kleindochter Guyote van IJsselstein opgerichte graftombe van de heren van IJsselstein in de Sint-Nicolaaskerk.
De problemen van Gijsbrecht van IJsselstein en vooral het beleg van zijn kasteel spelen de hoofdrol in het jeugdboek van C. Joh. Kieviet: Fulco de minstreel, van Holkema & Warendorf, Amsterdam, 1892